# Сара Карбонеро
Са́ра Карбоне́ро Арева́ло (ісп. Sara Carbonero Arévalo; нар. 3 лютого 1984, Коррал-де-Альмагер, Толедо) — іспанська телеведуча та спортивна журналістка. З 2000 року і до переїзду в Португалію в липні 2015 року працювала на телеканалі «Telecinco».

## Біографія
Закінчила факультет журналістики Мадридського університету, розпочала свою кар'єру на Радіо «Marca».
У квітні 2009 року стала спортивною репортеркою «Telecinco». Її перша робота була в Південній Африці на футбольному Кубку Конфедерацій.

## Особисте життя
У стосунках з воротарем «Порту» Ікером Касільясом. У січні 2014 народила від нього сина Мартіна. У липні 2015 року пара переїхала до Португалії, оскільки Ікер перейшов до місцевого клубу «Порту». У листопаді 2015 пара повідомила про другу вагітність, а 20 березня 2016 одружилася. 2 червня 2016 у Сара народила сина Лукаса.

## Відзнаки та нагороди
У липні 2009 року журнал FHM США визнав Карбонеро «Найсексуальнішою репортеркою у світі».